# Classes d'aparells
Les classes d'aparells (també conegudes com a classes de protecció ) especifiquen mesures per evitar tensions de contacte perilloses a les parts no alimentades, com ara la carcassa metàl·lica, d'un dispositiu electrònic. A la indústria de fabricació d'electrodomèstics, les classes d'aparells següents es defineixen a la norma IEC 61140 i s'utilitzen per diferenciar els requisits de connexió de protecció a terra dels dispositius.

Símbol utilitzat per marcar el terminal del conductor de protecció de terra dels equips de classe I

## Classe 0
Aquests aparells no tenen connexió de protecció a terra i només disposen d'un sol nivell d'aïllament entre les peces actives i els elements metàl·lics exposats. Si està permès, els articles de classe 0 només estan destinats a ser utilitzats en zones seques. Una sola falla podria provocar una descàrrega elèctrica o un altre esdeveniment perillós, sense activar el funcionament automàtic de cap fusible o disjuntor. La venda d'aquests articles s'ha prohibit a gran part del món per motius de seguretat, per exemple al Regne Unit per la secció 8 de la normativa sobre equips elèctrics de baixa tensió (seguretat) de 1989 i a Nova Zelanda per la Llei d'electricitat. Un exemple típic d'un aparell de classe 0 és l'antic estil de les llums de fades de Nadal. Tanmateix, els equips d'aquesta classe són

Fil de terra verd amb franja groga

habituals en uns 120 V països, i en bona part dels 230 V món en desenvolupament, sigui permès oficialment o no. Aquests aparells no tenen el seu xassís connectat a terra elèctrica. En molts països, l'endoll d'un equip de classe 0 és tal que no es pot inserir a una presa de terra com el Schuko. La fallada d'aquest equip en un lloc on hi ha equips connectats a terra pot causar un xoc mortal si es toca ambdós. Qualsevol equip de classe 1 actuarà com un equip de classe 0 quan es connecta a una presa de corrent sense connexió a terra.

## Classe I
La classe d'aparell I no només es basa en l'aïllament bàsic, sinó que la carcassa i altres peces conductores també estan connectades amb un conductor de terra de baixa resistència. Per tant, aquests aparells han de tenir el seu xassís connectat a terra elèctrica (EUA: terra) mitjançant un conductor de terra independent (de color verd/groc a la majoria de països, verd a l'Índia, EUA, Canadà i Japó). La connexió a terra s'aconsegueix amb un cable de xarxa de tres conductors, que normalment acaba amb un connector de CA de tres puntes que es connecta a una presa de CA corresponent.
Els endolls estan dissenyats de manera que la connexió al conductor de terra de protecció ha de ser la primera connexió quan s'endolla. També hauria de ser l'últim a trencar-se quan es treu l'endoll.
Una avaria a l'aparell que fa que un conductor actiu entri en contacte amb la carcassa provocarà que flueixi un corrent al conductor de terra. Si és prou gran, aquest corrent dispararà un dispositiu de sobreintensitat (fusible o disjuntor [CB]) i desconnectarà el subministrament. El temps de desconnexió ha de ser prou ràpid per no permetre que s'iniciï la fibril·lació si una persona està en contacte amb la carcassa en aquell moment. Aquest temps i el valor nominal actual al seu torn estableix una resistència de terra màxima permesa. Per proporcionar una protecció addicional contra fallades d'alta impedància, és habitual recomanar un dispositiu de corrent residual (RCD) també conegut com a interruptor de circuit de corrent residual (RCCB), interruptor de circuit de falla a terra (GFCI) o interruptor de circuit de corrent residual amb protecció integral contra sobreintensitat (RCBO), que tallarà el subministrament d'electricitat a l'aparell si els corrents en els dos pols del subministrament no són iguals i oposats.

## Classe 0I
Instal·lacions elèctriques on el xassís es connecta a terra amb un terminal independent, en comptes de fer-ho mitjançant el cable de xarxa. En efecte, això proporciona la mateixa desconnexió automàtica que la Classe I, per als equips que, d'altra manera, serien de Classe 0.

## Classe II
Un aparell elèctric de classe II o de doble aïllament utilitza un aïllament protector reforçat a més de l'aïllament bàsic. Per tant, s'ha dissenyat de manera que no requereix una connexió de seguretat a terra elèctrica (terra).

Símbol de classe II

El requisit bàsic és que cap fallada única pot provocar l'exposició d'una tensió perillosa que pugui provocar una descàrrega elèctrica i que això s'aconsegueixi sense dependre d'una carcassa metàl·lica connectada a terra. Això s'aconsegueix, almenys en part, tenint almenys dues capes de material aïllant entre les parts actives i l'usuari, o utilitzant un aïllament reforçat.
A Europa, un aparell de doble aïllament ha d'estar etiquetat de Classe II o doble aïllament o portar el símbol de doble aïllament: ⧈ (un quadrat dins d'un altre quadrat). Com a tal, l'aparell no s'ha de connectar a un conductor de terra perquè la carcassa d'alta impedància només provocarà corrents de falla baixes que no puguin activar el tall del fusible.

## Classe IIFE
Aquests dispositius tenen una Terra Funcional "FE". Això difereix d'una terra de protecció perquè no ofereix protecció contra els cops d'una tensió perillosa. Tanmateix, ajuda a mitigar el soroll electromagnètic o EMI. Això sovint és important en el disseny d'àudio i mèdic. Tingueu en compte que com també inclouen doble aïllament significa que els usuaris no podran entrar en contacte amb cap part activa.

## Classe III

Símbol de classe III

Un aparell de classe III està dissenyat per alimentar-se des d'una font d'alimentació separada de baixa tensió (SELV). La tensió d'un subministrament SELV és prou baixa com per tal que, en condicions normals, una persona pugui entrar-hi en contacte amb seguretat sense risc de descàrrega elèctrica. Per tant, no calen les característiques de seguretat addicionals integrades als aparells de classe I i II. Concretament, els aparells de classe III estan dissenyats sense conductor de terra i no s'han de connectar a la presa de terra de la font d'alimentació SELV. Per als dispositius mèdics, el compliment de la Classe III no es considera una protecció suficient i, a més, s'apliquen regulacions estrictes a aquests equips.